# La Cruz, Balleza
La Cruz är en ort i Mexiko.   Den ligger i kommunen Balleza och delstaten Chihuahua, i den nordvästra delen av landet, 1 100 km nordväst om huvudstaden Mexico City. La Cruz ligger 1 579 meter över havet och antalet invånare är 130.
Terrängen runt La Cruz är kuperad åt sydost, men åt nordväst är den platt. La Cruz ligger nere i en dal. Runt La Cruz är det mycket glesbefolkat, med 4 invånare per kvadratkilometer. Närmaste större samhälle är Mariano Balleza, 5,5 km norr om La Cruz. Omgivningarna runt La Cruz är i huvudsak ett öppet busklandskap.